# Bengar Kolā
Bengar Kolā (persiska: بنگر كلا) är en ort i Iran.   Den ligger i provinsen Mazandaran, i den norra delen av landet, 140 km nordost om huvudstaden Teheran. Bengar Kolā ligger 26 meter över havet och antalet invånare är 686.
Terrängen runt Bengar Kolā är platt, och sluttar norrut. Runt Bengar Kolā är det tätbefolkat, med 286 invånare per kvadratkilometer. Närmaste större samhälle är Babol, 12,0 km norr om Bengar Kolā. Trakten runt Bengar Kolā består till största delen av jordbruksmark.